# Вільна профспілка Білорусі

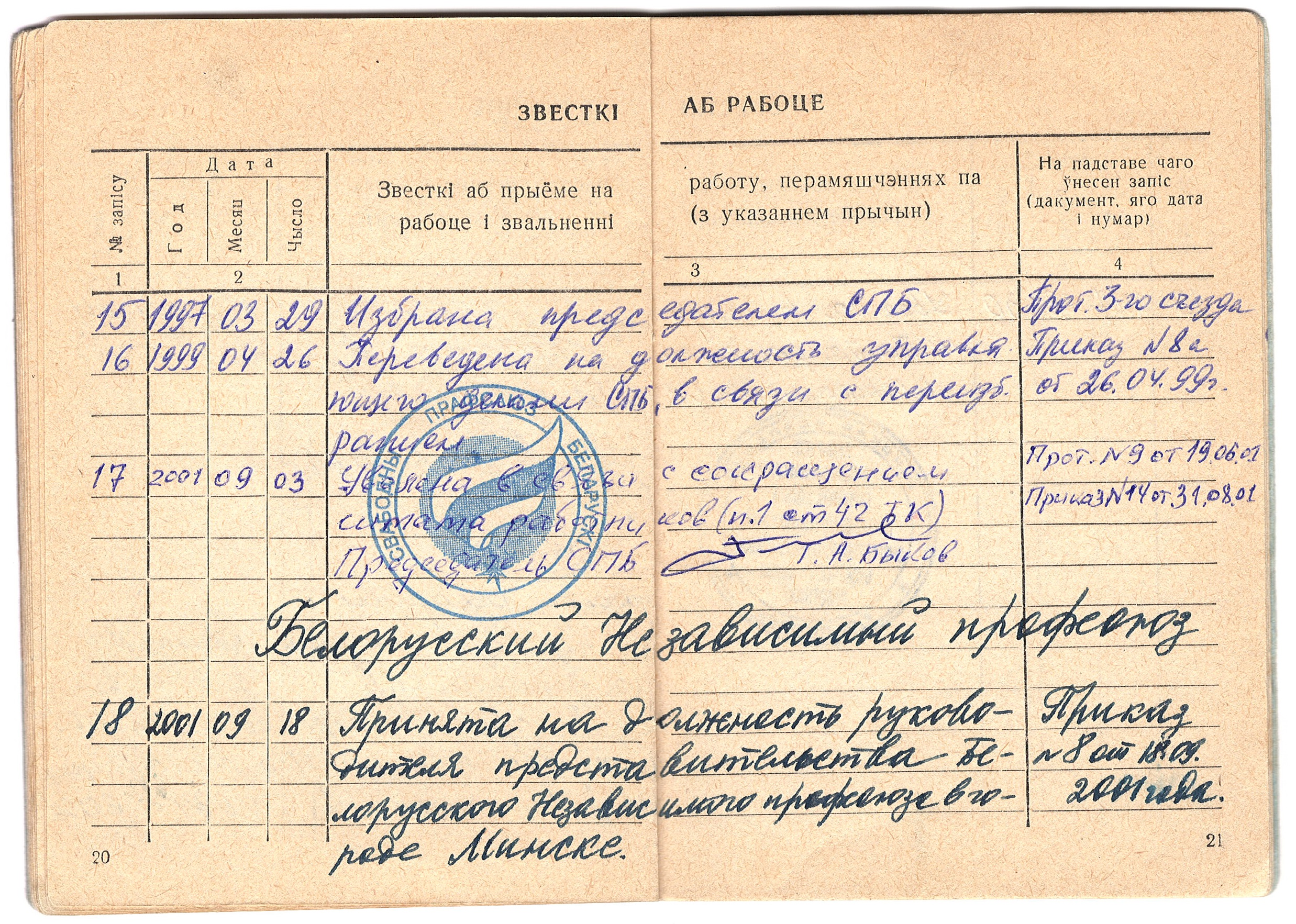
Запис у трудовій книжці Марії Алієвої про обрання її головою СПБ

Вільна профспілка Білорусі ( скор. .: ВПБ ) — білоруська профспілка, член Білоруського конгресу демократичних профспілок . Основними галузями, в яких діють профспілки
ВПБ — металообробна, хімічна, нафтохімічна (Бобруйськ, Новополоцьк, Полоцьк, Світлогірськ) промисловість і енергетика 

## Історія
На основі страйкових комітетів, які очолювали страйковий рух робітників у квітні-травні 1991 року, була створена вільна профспілка Білорусі. 16-17 листопада 1991 р. відбувся установчий з'їзд ВПБ, а в липні 1992 р. профспілка була офіційно зареєстрована. 21 серпня 1995 року діяльність Вільної профспілки Білорусі була припинена за організацію страйку в мінському метро  .
6 лютого 1996 року Вільна профспілка Білорусі пройшла перереєстрацію в Міністерстві юстиції Республіки Білорусь і отримала назву Вільна профспілка Білорусі  . 30 липня 1999 Білоруська вільна профспілка була перереєстрована в Міністерстві юстиції Республіки Білорусь  .
У липні 2022 року Верховний Суд Республіки Білорусь припинив діяльність профспілки у зв’язку з тим, що керівництво та ряд членів профспілки брали участь у так званих деструктивних заходах, масових заходах, які порушували громадський порядок, поширювали інформацію екстремістського змісту  .

## Лідери
- Биков Геннадій Олександрович (1991—1995)
- Алієва Марія Григорівна (29.03.1997 - 26.04.1999)
- Биков Геннадій Олександрович (з 1999 р.)
- Микола Шарах (нині)